# The Enigma of Life
The Enigma of Life é o quinto álbum de estúdio da banda norueguesa de metal gótico Sirenia e o segundo com a vocalista espanhola Ailyn . Foi lançado em 21 de janeiro de 2011 pela Nuclear Blast .  O álbum foi masterizado no Finnvox Studios na Finlândia . O single disponível somente para download, "The End of It All", foi lançado em 21 de dezembro de 2010.

### Lista de músicas
Todas as músicas compostas por Morten Veland.
| N.º            | Título                      | Duração |  |
| 1.             | "The End of It All"         | 04:31   |  |
| 2.             | "Fallen Angel"              | 03:59   |  |
| 3.             | "All My Dreams"             | 04:42   |  |
| 4.             | "This Darkness"             | 04:00   |  |
| 5.             | "The Twilight in Your Eyes" | 04:00   |  |
| 6.             | "Winter Land"               | 03:55   |  |
| 7.             | "A Seaside Serenade"        | 05:53   |  |
| 8.             | "Darkened Days to Come"     | 04:22   |  |
| 9.             | "Coming Down"               | 04:38   |  |
| 10.            | "This Lonely Lake"          | 03:33   |  |
| 11.            | "Fading Star"               | 04:46   |  |
| 12.            | "The Enigma of Life"        | 06:16   |  |
| Duração total: | Duração total:              | 54:35   |  |

| Faixas bônus da edição Japonesa |                                                                                          |         |  |
| N.º                             | Título                                                                                   | Duração |  |
| 13.                             | "Oscura Realidad" (Faixa bônus da edição japonesa; versão em espanhol de "The Darkness") | 04:31   |  |
| 14.                             | "The Enigma of Life" (Acústica; faixa bônus da edição Japonesa)                          | 05:51   |  |
| 15.                             | "Fallen Angel" (Acústica; faixa bônus da edição Japonesa)                                | 03:45   |  |
| Duração total:                  | Duração total:                                                                           | 68:42   |  |

| Bônus da versão exclusiva |                                                                             |         |  |
| N.º                       | Título                                                                      | Duração |  |
| 13.                       | "Oscura Realidad" (Versão espanhola de "This Darkness")                     | 04:31   |  |
| 14.                       | "El Enigma de la Vida" (acústica - Versão espanhola de "The Enigma Of Life) | 05:51   |  |
| 15.                       | "El Enigma de la Vida" (Faixa bônus exclusiva do iTunes)                    | 06:16   |  |
| Duração total:            | Duração total:                                                              | 71:13   |  |

| Faixas bônus da edição norte-americana |                                                                              |         |  |
| N.º                                    | Título                                                                       | Duração |  |
| 13.                                    | "Oscura Realidad" (Versão espanhola de "This Darkness")                      | 04:31   |  |
| 14.                                    | "El Enigma de la Vida" (Acústica - Versão espanhola de "The Enigma Of Life") | 05:51   |  |

### Sirenia
- Morten Veland – vocais, todos os outros instrumentos
- Ailyn - vocais

### Músicos de sessão
- Stephanie Valentin – violinos
- Damien Surian, Mathieu Landry, Emmanuelle Zoldan, Sandrine Gouttebel, Emilie Lesbros – The Sirenian Choir